# The House of Darkness
The House of Darkness est un film américain réalisé par D. W. Griffith et sorti en 1913.

## Synopsis
Un homme considéré comme fou est réhabilité par le pouvoir de la musique.

## Fiche technique
- Réalisation : D. W. Griffith
- Scénario : Jere F. Looney
- Photographie : G. W. Bitzer
- Durée : 17 minutes
- Date de sortie : 10 mai 1913

## Distribution
- Lionel Barrymore : le docteur
- Claire McDowell : la femme du docteur
- Charles Hill Mailes : le patient lunatique
- Lillian Gish : nurse
- Kate Bruce : une patiente
- William J. Butler : Extra
- W. Christy Cabanne
- William Elmer : gardien de l'asile
- Robert Harron : gardien de l'asile
- Adolph Lestina : un patient
- Joseph McDermott : gardien de l'asile
- Walter Miller
- Henry B. Walthall